# Намись Данило Ігорович
Данило Ігорович Намись (2004—2023) — старший солдат збройних сил України, учасник російсько-української війни.

## Життєпис
Намись Данило Ігорович народився 4 серпня 2004 року в місті Городня Городнянського району Чернігівської області.   
У 2021 році закінчив Комунальний заклад «Городнянський ліцей №1» Городнянської міської ради Чернігівської області, де здобув повну загальну середню освіту.
В період з 2021 по 2022 рік навчався в Чернігівському професійному ліцеї залізничного транспорту за спеціальністю «Монтажник систем вентиляції, кондиціювання повітря, пневмотранспорту та аспірації».
У квітні 2023 року у віці 18 років підписав контракт та долучився до лав Збройних Сил України, а саме механізованого батальйону 1-ї окремої танкової Сіверської бригади на посаду старшого навідника протитанкового взводу.
7 вересня 2023 року старший солдат Данило Намись (псевдо — Малий) під час виконання бойового завдання на лінії фронту, в районі населеного пункту Керамік Покровського району Донецької області взяв на себе удар ворога. Під час бою з російським окупантами Малий прикрив близько 20-ти своїх побратимів. Нажаль, отримавши поранення несумісні з життям — загинув.
Даня був людиною з великим відкритим серце, відважним захисником та патріотом своєї Держави України. Для багатьох, хто знав його особисто, це зразок незламності та міцності духу, щоб його рідні, близькі, друзі та знайомі жили в прекрасній, демократичній, вільній та мирній Україні. Для батьків він назавжди залишиться найкращим сином на землі, а для друзів — вірним товаришем.
Малий є одним з наймолодших військовослужбовеців-контрактників, які віддали своє життя за незалежну, суверенну Українську Державу.

## Нагороди
- Орден «За мужність» III ступеня (14 січня 2025, посмертно) — за особисту мужність, виявлену у захисті державного суверенітету та територіальної цілісності України, самовіддане виконання військового обов'язку[1].

## Вшанування
У жовтні 2023 року був започаткований щорічний турнір з футболу «Пам'яті Данила Намися».
10 жовтня 2024 року вулицю Шатила в місті Городня Чернігівського району Чернігівської області перейменували на вулицю Данила Намися.